# Estudo Op. 10, nº. 1 (Chopin)

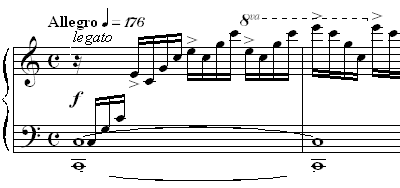
Trecho do Estudo Op. 10, Nº. 1.

O Estudo Opus 10, nº.1 em dó maior, composto por Frédéric Chopin, é um estudo técnico com arpejos para piano, apelidado de "Estudo Queda d'água" ("La cascade"). Foi composto em 1829 e publicado pela primeira vez em 1833, na França, Alemanha, e Inglaterra como a primeira peça de seus Estudos Op. 10. Este estudo, em termos de alcance e arpejos, foca no alongamento dos dedos da mão direita. O crítico de música americano James Huneker (1857-1921) comparou o "charme hipnótico" de tais "vertiginosas ascendências e exercício de descidas para os olhos e também ouvidos" à escada assustadora de um das gravuras de Giovanni Battista Piranesi. O pianista virtuoso Vladimir Horowitz, que recusou tocar este estudo em público, relatou: "Para mim, o (estudo) mais difícil de todos é o primeiro, em dó maior, Op. 10 nº. 1".

## Estrutura e traços estilísticos

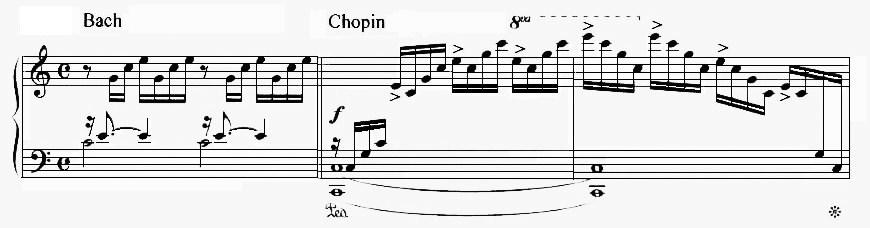
Comparação do Prelúdio Nº.1 em dó maior (BWV 846) de Bach’s com o Estudo Op. 10, Nº. 1 de Chopin

O estudo, como todos os outros de Chopin, é em forma ternária (A-B-A), recapitulando o início. A primeira parte da seção central introduz o cromatismo na melodia em oitavas, da mão esquerda, enquanto a segunda modula (muda de tonalidade) para a recapitulação em dó maior por meio de um círculo de quintas estendido.
James Huneker declara que Chopin desejava começar a "exposição de seu maravilhoso sistema técnico" com uma "padronização esquematizada" e compara o estudo a uma "árvore descascada".
A harmonia do estudo lembra um coral e sua relação com o Prelúdio n.º 1 em dó maior de Bach (BWV 846) do Cravo Bem Temperado  é notável, entre outras, pelo musicologista Hugo Leichtentritt (1874-1951).
Um exemplo imaginário das harmonias de Chopin com a configuração de Bach e vice-versa é dado pelo musicologista britânico Jim Samson (nascido em 1946). Uma redução harmônica ("melodia-base") da obra pode ser achada na Escola de Prática Composicional de Czerny.
A peça deve ser executada em um tempo Allegro. A marcação do metrônomo de Chopin, dadas nas fontas ogirinais, é de 176 MM (escala do metrônomo de Mälzel), referindo-se às semínimas. A marcação de tempo se dá de acordo com as primeiras edições francesa, inglesa e alemã. Uma cópia autografada por Chopin, de Józef Linowski, declara sê-lo binário (alla breve). Um tempo mais lento (MM 152) foi sugerido por editores posteriores como Hans von Bülow que temia que a MM 176 " o majestoso esplendor [seria] comprometido". No entanto, não há indicação de tempo Maestoso por Chopin. Ao contrário do estudo nº. 4 da Opus 10, que alcança ƒƒƒ, este permaneçe em ƒ na peça inteira e chega a ƒƒ. Ambos arpejos da mão direita e oitavas da mão esquerda são, ao todo, tocadas legato.

## Dificuldades técnicas

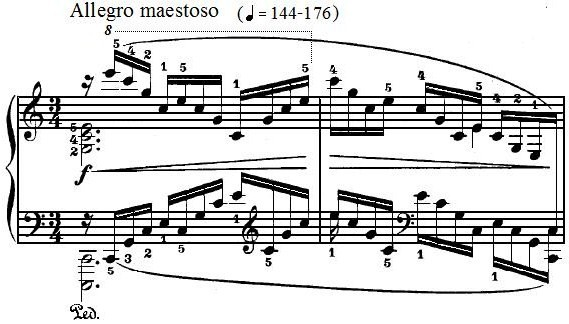
Leopold Godowsky Studies on Chopin's Etudes No. 1 (Chopin Op. 10 No. 1 first version), opening

Friederike Müller-Streicher(1816-1895), aluno de Chopin, cita-o:
"Deves beneficiar-te deste Estudo. Se aprenderes de acordo com minhas instruções, enlarguecer-te-á a mão e possibilitar-te-á executar arpejos como  o soar do arco em um violino. Infelizmente, ao invés de ensinar, este usualmente desconstrói tudo o que se aprendera."
Em um artigo do NZM (Neue Zeitschrift für Musik, Novo Periódico de Música) de Schumann em Pianoforte-Estudos, NZM (1836), o estudo é classificado pela categoria "alogamentos: mão direita" (Spannungen. Rechte Hand). A inovação deste estudo é seus amplos arpejos na mão direita em semínimas.